# Iniciativa legislativa popular
La iniciativa legislativa popular (ILP) o iniciativa popular (IP) és la potestat per la qual una petició de la ciutadania, firmada per un nombre mínim de ciutadans o votants registrats, pot obligar a realitzar una votació pública (plebiscit) sobre una proposta d'una llei, esmena constitucional, reforma d'una llei o ordenança, en alguns casos pot obligar a la votació d'una proposta de llei a l'assemblea legislativa, o, en la seva forma més reduïda, simplement obligar el poder legislatiu o executiu a considerar el tema en qüestió incloent-lo en l'ordre del dia. Depèn de com s'articuli es pot considerar una forma de democràcia directa o de democràcia participativa.
La iniciativa pot prendre la forma d'iniciativa directa o iniciativa indirecta. En la iniciativa directa, la proposta es posa directament a votació després d'haver-se presentat una petició que compleixi els requisits corresponents. En la iniciativa indirecta, la proposta primer ha de passar el filtre del legislatiu, i si és aprovada per aquest cos, a vegades amb esmenes, pot sortir a votació popular o ser aprovada directament pel poder legislatiu. Una consulta popular sobre una mesura específica només s'anomena referèndum quan s'ha originat en el poder legislatiu.

## ILP a la Unió Europea
La proposta refusada de Tractat pel qual s'estableix una Constitució per a Europa (TCE) preveia una forma limitada d'Iniciativa Popular indirecta (Article I-46(4). L'article establia que 1.000.000 de ciutadans, amb una representació mínima en diferents estats membres, podien demanar al poder legislatiu de la Unió Europea, la Comissió Europea, que considerés "una proposta adequada sobre qüestions que aquests ciutadans consideren que requereix un acte jurídic de la Unió per aplicar la Constitució". Tanmateix, el mecanisme no va quedar definit en el text del tractat. Va ser criticat el fet que aquest dret d'iniciativa no preveia en última instància cap mena de vot o referèndum.
En qualsevol cas un ciutadà té la possibilitat de plantejar peticions o iniciatives directament al Parlament Europeu.

### A Andorra
A Andorra la llei demana que una ILP sigui signada per almenys un 10% de la massa electoral (andorrans amb dret de vot), és a dir, una mica més de 2.000 ciutadans (en 2010, per exemple, havia de ser exactament més de 2.040 signatures). La primera i única que s'ha fet fins ara (2012) ha estat una llei que prohibeix fumar en els espais públics tancats.

### A Bèlgica
A Bèlgica, tot i que a nivell nacional i federal no existeix cap legislació quant a les iniciatives populars, a nivell municipal i provincial, existeixen els referèndums anomenats consultius que poden ser organitzats per iniciativa dels electors en l'àmbit dels seus corresponents territoris. D'altra banda, es va presentar una proposta de llei el 12 de febrer de 2002 a la Cambra de Representants per establir el referèndum consultiu en l'àmbit federal a iniciativa de: "com a mínim el 3% dels habitants de Bèlgica majors de setze anys i que hagin estat residents a territori belga durant un període de 5 anys".

### A Espanya
L'article 87.3 de la Constitució Espanyola preveu la possibilitat, regulada segons la Llei Orgànica 3/1984, que els ciutadans proposin iniciatives de llei amb el suport de 500.000 signatures, propostes que la llei denomina ILP (Iniciativa Legislativa Popular). Tanmateix existeixen una sèrie de limitacions per aquestes iniciatives:
- No pot reformar una Llei Orgànica, ni regular un tema propi d'una Llei Orgànica. Això exclou el codi penal, els estatuts d'autonomia, el Defensor del Poble, la llei del Tribunal Constitucional, la llei Electoral, la llei d'Educació, la llei de dret de reunió, la llei de Llibertat Sindical, la llei de Llibertat Religiosa, etc.
- No pot reformar cap llei tributària. Això exclou la Llei General Tributària, la Llei Reguladora de les Hisendes locals, la Llei de l'IRPF, la llei de l'IVA, etc.
- No pot reformar una llei de caràcter internacional.
- A partir d'una ILP no es pot elaborar una llei referent a la prerrogativa de gràcia i l'indult, que segons l'article 62 de la Constitució correspon al Rei.
- No pot reformar el Consell Econòmic i Social, els paràmetres de redistribució de la riquesa, l'amortització entre regions ni la planificació de l'activitat econòmica. Tampoc poden proposar-se els Pressupostos Generals de l'Estat ni esmenes a aquests.
- No pot reformar la Constitució. Segons l'article 166 de la Constitució aquesta només es pot reformar mitjançant els apartats 1 i 2 de l'article 87, la qual cosa exclou la ILP.

Des de l'inici del període democràtic el 1978, només nou ILP han passat el filtre de la Mesa del Congrés i tan sols una ha estat aprovada pel Ple del Congrés, relativa a la modificació de la Llei de Propietat Horitzontal.
Una ILP pendent de ser debatuda és la de Televisió sense Fronteres que permetria l'emissió de TV3 al País Valencià.
Per altra banda, també existeix la possibilitat que ciutadans d'una autonomia presentin iniciatives legislatives als seus parlaments. En aquest cas, els estatuts d'autonomia recullen les condicions necessàries per portar endavant la iniciativa. Tanmateix, en cas que passin el filtre autonòmic el Govern Central ha d'autoritzar les consultes.

#### A Catalunya
La Llei 1/2006, de 16 de febrer, de la iniciativa legislativa popular regula la institució de la iniciativa legislativa popular a Catalunya, entesa com una peça clau en el funcionament del sistema democràtic. El nombre de signatures que calen perquè la ILP prosperi a Catalunya és de 50.000.
Aquesta llei està dictada en el marc establert per la Llei Orgànica 3/1984, de 26 de març, reguladora de la iniciativa legislativa popular.
Algunes ILP importants del Principat han estat la de la plataforma Prou! per a abolir les curses de braus a Catalunya (tramitada i aprovada) i la impulsada per Som lo que sembrem per prohibir els cultius transgènics i investigar-ne els seus efectes (rebutjada per la mesa del parlament).
L'any 2017 el Parlament va aprovar la ILP La Rosa Verda, d'associacions de persones consumidores de cànnabis.
D'altra banda, també estan regulades les propostes d’iniciatives normatives de caràcter reglamentari, en aquest cas són necessàries 15.000 signatures per a les iniciatives que es presenten davant l’administració de la Generalitat. Les que es presenten davant l’administració local es regeixen per la seva legislació específica.

#### A les Illes Balears
La Llei 4/2018, de 12 de juny, de modificació de la Llei 4/1991, de 13 de març, reguladora de la iniciativa legislativa popular a les Illes Balears va modificar els criteris per la institució de la iniciativa legislativa popular a les Illes Balears, sota el pretext de ser excessivament restrictiva i poc eficaç.
Actualment, calen 7.500 signatures. No obstant això, també poden exercir la iniciativa legislativa un nombre inferior de ciutadans d'una mateixa illa, quan aquest nombre representi almenys el 3% dels ciutadans residents de l'illa, amb un mínim de 1.200 signatures. El temps màxim de recollida de signatures és de quatre mesos, la Mesa del Parlament pot prorrogar aquest termini dos mesos si hi concorren causes degudament justificades.
Tots els ciutadans de les Illes Balears poden impulsar una ILP, addicionalment, podran exerceix l'ILP aquelles persones amb nacionalitat espanyola, els ciutadans dels Estats membres de la Unió Europea i persones residents legals, majors de 16 anys, inscrites com a domiciliades en el padró d'algun municipi de les Illes Balears, sempre que no estiguin privades dels drets polítics. Els requisits per signar una IPL són els mateixos.

#### Al País Valencià
Calen 10.000 signatures perquè una ILP sigui debatuda a les Corts Valencianes.

### A Itàlia
A Itàlia una llei pot ser derogada mitjançant un referèndum iniciat per la ciutadania. Un referèndum per iniciativa popular també dona als votants italians dret a veto sobre alguns textos que el Parlament acaba d'aprovar.
Per iniciar una sol·licitud d'iniciativa popular a Itàlia es necessita el suport de 500.000 electors.

### A Suïssa
La iniciativa popular és un dret civil que existeix a Suïssa i permet als ciutadans fer una proposició de llei (iniciativa legislativa, només a nivell cantonal) o una modificació de la Constitució (iniciativa constitucional, a nivell federal). El text és presentat i sotmès a referèndum popular, i l'electorat l'accepta o rebutja. En el cas d'una iniciativa legislativa, és necessària una aprovació popular i cantonal per procedir a crear una llei nova o modificar-ne una d'existent. Les condicions de les iniciatives varien segons els contextos institucionals.
A Suïssa, una part de l'electorat pot, per referèndum, demanar l'aprovació d'un text legislatiu. El referèndum també dona dret a veto a certs textos que el Parlament acabi d'aprovar.
En els últims 120 anys més de 240 iniciatives han estat votades en referèndum, pel qual han estat aprovades un 10% del total.

## Les ILP als Estats Units
Els Estats Units no disposen de cap procés d'iniciativa popular a nivell nacional.
Per portar a votació de tot el país una iniciativa federal faria falta que el Congrés proposés una esmena a la Constitució, que hauria de ser ratificada per tres quartes parts dels òrgans legislatius i constitucionals de l'estat, en el marc del que estableix la Constitució dels Estats Units. Aquesta en l'Article I, Secció I, atorga tot el poder legislatiu a la branca legislativa del govern federal, el Congrés dels Estats Units, tal com estableix el text: "Tots els poders legislatius atorgats per la present Constitució correspondran al Congrés dels Estats Units, que es compondrà d'un Senat i una Cambra de Representants."
A nivell de govern estatal la iniciativa popular s'utilitza en 24 estats i el Districte de Columbia. El sistema actual d'iniciatives i referèndums als EUA va començar a l'estat de Dakota del Sud. Dakota del Sud va aprovar la iniciativa i el referèndum el 1898, seguidament ho va fer Oregon el 1902. El "Sistema Oregon", tal com va ser conegut al principi, es va estendre per molts estats, i es va convertir en una de les reformes principals de l'era progressista (1890-1920). L'any 2009, quasi la meitat dels estats han adoptat aquestes disposicions.

### A Califòrnia
A l'estat de Califòrnia, per exemple, un grup de ciutadans pot sol·licitar la destitució d'un governador mitjançant una petició. Si el nombre de firmes arriba al quòrum cal l'organització d'un referèndum per tal de demanar al conjunt de la nació si volen conservar o destituir al seu governador. El referèndum d'iniciativa popular permet en certs cas un veto de l'electorat sobre certs textos parlamentaris que estan en tràmit de ser aprovats. A Califòrnia, una part de l'electorat pot, per referèndum, demanar l'aprovació de textos legislatius. El referèndum d'iniciativa popular dona legalment als electors de Califòrnia dret de veto sobre certs textos que el Parlament vulgui aprovar.
Per portar endavant una iniciativa legislativa popular a Califòrnia són necessàries les signatures d'un 5% dels electors que hagin participat en les últimes eleccions a governador, nombre situat al voltant dels 400.000 electors.